# SEENROOT
SEENROOT（신현희와김루트、シン・ヒョンヒとキム・ルート）は、2014年にデビューした韓国のインディーズ系男女混成デュオ。メンバーは大邱広域市出身でギター・ボーカル担当の女性シン・ヒョンヒと慶尚北道漆谷郡出身でベース・ボーカル担当の男性キム・ルート（本名:キム・グンホ、김근호）。

## ブレイクの経緯
2017年1月、『Sweet Heart（오빠야）』（2015年2月発売）を使用したアフリカTVの人気女性配信者コンニム（꽃님）の愛嬌のある表情豊かなパフォーマンスがSNSや動画サイトで話題となる。この評判を受けてSEENROOTの原曲が発売後2年を経て初めて各音源サイトでランキング入りし、チャートの「逆走行」だとしてさらに話題を呼び、音楽番組にも多数出演を果たす。1月20日には短時間だが、エムネットリアルタイムチャートで1位を記録した。
3月1日、LOVELYZがMBC every1のバラエティ番組「週刊アイドル」に出演した際に、愛嬌があると評判のメンバーKei（ケイ）が同曲を使用してコンニムに対抗したパフォーマンスを見せ、高い評価を得る。その影響で同パフォーマンスのパロディは韓国のアイドルの間で流行し、5月に同番組で披露したTWICEのパフォーマンスはSNSで拡散されて日本でも話題となった。